# El Hoyo (Ciudad Real)
El Hoyo es una localidad ubicada en la provincia de Ciudad Real. Tiene la consideración de Entidad Local Menor.

## Situación
Se encuentra al sureste del municipio de Mestanza, al suroeste de San Lorenzo de Calatrava y al norte del Embalse del Jándula, en la provincia de Jaén. Se integra en la comarca conocida como Valle de Alcudia.

## Lugares de interés
- Iglesia Parroquial.
- Ermita de San Isidro.
- Monumentos Naturales: La Boca de la Hoz; Los Callejones de Riofrío sobre el Jándula.
- Puente Montoro.
- La Cueva de los Murciélagos.
- Pinturas Rupestres.
- Ruinas de la ermita de San Ildefonso.
- Los pontones
- Los Calderones
- La Hoz

## Evolución demográfica
| 2000 | 2001 | 2002 | 2003 | 2004 | 2005 | 2006 | 2007 | 2008 | 2009 | 2010 | 2011 | 2014 |
| 263  | 255  | 259  | 253  | 243  | 238  | 251  | 253  | 255  | 264  | 260  | 273  | 238  |

- Datos: Q5822134